# Pochidia
Pochidia est une commune roumaine située dans le județ de Vaslui.